# David Nesbitt
David Ahmad Nesbitt (Freeport, 10 febbraio 1991) è un cestista bahamense.

## Palmarès
- Campionato brasiliano: 2

Paulistano: 2017-18
Flamengo: 2018-19
- Campionato paulista: 1

Paulistano: 2017
- Campionato carioca: 1

Flamengo: 2018
- Super 8 Cup: 1

Flamengo: 2018